# Cotylophoron cotyphorum
Cotylophoron cotyphorum är en plattmaskart. Cotylophoron cotyphorum ingår i släktet Cotylophoron och familjen Paramphistomatidae. Inga underarter finns listade i Catalogue of Life.